# Elektroniskt fotspår
Elektroniskt fotspår eller digitalt fotspår är det avtryck, i form av information som samlas in och inte tas bort, som personer lämnar efter sig när de använder internet. Ofta avses särskilt sådan information som användaren själv tillför sociala medier.

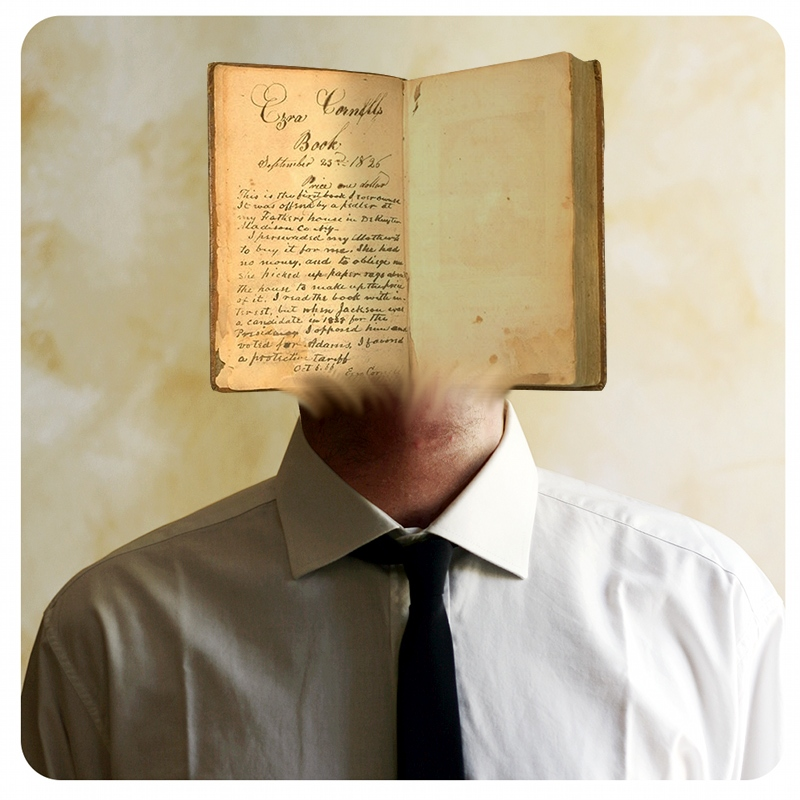
Vem som helst kan se vad du lägger ut.

## Exempel
- Om man har en blogg där man bloggar om sig själv och lägger ut text och bilder om ett ämne.
- Om man lägger ut videor.
- Om man är medlem i sociala medier.

## Risker med elektroniska fotspår
När man lämnar ett elektroniskt fotspår ska man vara medveten att i vissa fall kan vem som helst se det man lagt till. Om man till exempel ska söka ett nytt jobb är det vanligt att arbetsgivaren kollar upp personen som ska söka jobbet.
Genom att sammanställa många elektroniska fotspår kan en detaljerad beskrivning skapas av en individ, en så kallad dataskugga.